# 베이역
베이역 (Bay Station)은 토론토 지하철 2호선 블루어-댄포스의 정차역으로 토론토 요크빌의 블루어와 베이에 위치해있다. 베이역은 토론토에서 가장 바쁜 두 지하철역인 블루어-영이나 세인트조지역을 사이에 두고 있는 역으로 두 환승역만큼 승객 수가 많지는 않지만 어느 정도 분주한 역이다. 1966년에 개통한 이 역은 블루어-댄포스선의 1단계 구간이 개통할 때 동시에 개장하였으며 이 역은 개통 이후 운행이 중단된 유령 승강장인 아랫층 승강장으로 잘 알려져있다. 또한 베이역은 토론토 교통국의 분실물 센터가 위치해있다.

## 역사

### 베이 스트리트의 역사
베이 스트리트는 18세기 말에 토론토의 기존 이름이였던 요크가 설립된 이후 베어 스트리트 (Bear Street)로 시작하였다. 1797년에 이 도로는 롯 스트리트 (Lot Street, 오늘날의 퀸 스트리트)와 부두로 이어지면서 오늘날의 이름으로 바뀌었다. 베이 스트리트는 19세기에 토론토 시내의 주요 상업 도로로 발전하였고 토론토 메일과 토론토 스타를 포함한 각종 신문사들이 킹과 베이에 자리를 잡았다.
베이 스트리트의 전신은 여러 개의 짤막한 도로로 나뉘었는데 퀸에서 칼리지까지는 존 심코 매콜레이의 사유지 이름을 따서 테롤리 스트리트 (Terauley Street)로 지어졌다. 칼리지에서는 중간에 주택이 있어서 도로가 끊겼고 그렌빌에서 세인트조셉까지는 세인트빈센트 스트리트 (St. Vincent Street), 세인트조셉에서 세인트메리까지는 채플 스트리트 (Chapel Street), 세인트메리에서 블루어까지는 노스 스트리트 (North Street)로 불리었다. 블루어에서는 이미 개발된 부지가 길을 가로막았고 이후 스콜러드에서 대번포트까지는 케첨 애비뉴 (Ketchum Avenue)가 있었다.
당시 영 스트리트와 스파다이나 애비뉴 사이에 남북간 간선 도로가 마땅히 없었고, 유니버시티 애비뉴 (19세기 당시 칼리지 애비뉴)는 퀸 남쪽으로 이어지지 않았던 관계로 1920년에 들어서서 토론토시는 차량과 노면전차를 위한 우회 도로가 필요성을 인지하였다. 짤막한 도로들을 하나의 간선 도로로 직선화하기 위해 토론토는 1922년에 베이 스트리트를 북쪽으로 연장하는 공사를 진행하였는데, 베이는 퀸에서 테롤리로 이어졌고 칼리지와 블루어에서는 부지를 매입해 직선으로 도로를 놓아 스콜러드 애비뉴까지 이어졌다. 이후 1924년 7월 28일, 케첨 애비뉴는 베이 스트리트로 이름이 바뀌어 이 도로는 대번포트까지 이어졌다.

### 베이 노면전차
베이 스트리트에 노면전차 선로는 다른 노선에 비해 더 늦은 편이지만 공사는 일사천리로 진행되었다. 이 도로는 20세기 초까지 노면전차가 다니지 않았으며, 칼리지 노면전차는 영이나 맥콜, 요크를 따라 시내로 향하였다. 토론토 철도 회사 (Toronto Railway Company, TRC)는 영 스트리트의 혼잡을 줄이기 위해 처음에 베이에, 이후에는 테롤리에 노면전차 선로를 놓았다. 1921년 9월 1일에 토론토 교통국이 TRC를 대체할 당시, 칼리지 노면전차는 하이파크 루프에서 하워드파크, 던다스, 랜즈다운, 칼리지, 테롤리, 퀸, 베이를 따라 시내로 향했고 프론트, 요크, 웰링턴을 따라 회차하였다. 1923년 7월 1일에 베이 스트리트 북부 연장 공사가 마무리를 지을 무렵, TTC는 애비뉴 로드 노면전차를 베이로 경유하였고 칼레도니아와 세인트클레어에서 세인트클레어, 애비뉴 로드, 블루어, 베이, 프론트를 따라 운행하였고 영 노면전차 종점에서 회차하였다. 이후 선로는 1931년에 베이와 대번포트를 따라 애비뉴 로드까지 이어졌고 이에 따라 블루어의 노면 전차 혼잡을 덜게 되었다.
베이 스트리트의 중요성이 두각을 나타내는 시점이 바로 이때였는데, 베이와 듀폰트 노면전차 노선으로 콩나물 시루였던 영 노면전차를 대체하여 토론토 북서쪽에서 시내로 향하는 승객들의 대체 노선으로 발돋움하였다. 토론토 시가지가 점점 확장하면서 각종 기업들이 베이 스트리트에 입주하였는데, 이 중에서는 토론토 증권거래소와 캐나다의 각종 은행 본사를 포함하여 베이 스트리트는 명실상부한 금융가로 자리잡게 되었다. 1940년대와 50년대 초에 들어서는 베이/블루어가 영/블루어 못지 않게 주요 환승 지점으로 발돋움하였다. 영 지하철이 1954년 3월 30일에 개통할 때 이 도로에는 듀폰트 노면전차가 여전히 크리스티 루프에서 베이를 따라 부두까지 운행하였다.

### 지하철 개통
토론토에 지하철을 지으려는 계획은 기존부터 베이 스트리트를 염두에 두고 있었다. 1911년 계획에 따르면 베이와 테롤리 스트리트를 따라 프론트에서 대번포트까지 지하 터널을 지은 뒤 램즈덴 공원에서 영 스트리트로 진입해 세인트클레어까지 이어지는 방안이 거론되었다. 1942년 지하 전차 계획에도 베이 스트리트 노선이 다시 거론되는데, 대번포트로 이어지는 추가 관문을 설치해 노면전차가 노드하이머 하천 위로 지나가는 전용 선로로 지나가는 계획이였다. 이는 영 스트리트를 파헤쳐 인근 상가 영업에 지장을 주지 않기 위해서였다. 하지만 1946년, 교통국은 영 스트리트를 따라 시내의 주요 지점을 잇는 것이 공사 지장을 줄이는 것보다 더 중요하다 판단하여 영 지하철에 영 스트리트를 파헤치기로 하였다.
1946년에 구상한 퀸 지하 전차 계획안을 보면 토론토 시청 앞 베이 스트리트에 정류장이 있지만 교통국은 영 지하철이 개통한 뒤 퀸 지하철 계획을 철회하고 블루어에 대신 지하철을 짓기로 하였다. 블루어 지하철 계획안에 따르면 영 지하철이 유니버시티 애비뉴를 따라 북쪽으로 연장되고 유니버시티선과 블루어선을 잇는 Y자형 연결선을 짓기로 하였다. 이에 따라 세인트조지와 베이역에는 복층 승강장으로 짓고 세인트조지에 회차선을 설치하여 동쪽과 남쪽에서 오는 열차가 회차할 수 있도록 하였다. 베이역은 환승역으로만 쓰게 되었다. 통합시의 승인이 떨어진 뒤, TTC는 1959년에 유니버시티선 공사를 시작하였고 베이역은 Y자 분기점의 북동쪽 역이였다. 유니버시티선의 다른 역은 1963년 2월 28일에 개통하였지만 베이역의 복층 승강장은 마무리가 되지 않았고 블루어-댄포스선이 1966년 2월 26일에 개통하기 전까지 쓰이지 않았다. 베이역 이름은 설계 당시 동네 이름인 요크빌을 따서 요크빌역으로 지으려고 하였으나 베이역이 공식 명칭으로 확정되었고 요크빌은 역명판에 병기 표시하기로 하였다.
베이역은 1966년 2월 26일에 블루어-댄포스선의 첫 구간으로 개통하였다. 개통 당시 두 층에 있는 승강장은 블루어-댄포스선 열차가 영-유니버시티선과 직결해서 운행하였다. 윗층 승강장에서는 승객들이 서쪽인 킬이나 동쪽인 우드바인 방면 열차를 탈 수 있고 아랫층 승강장에서는 시내 또는 우드바인 방면 열차를 탈 수 있었다. 이 직결은 3개월 뒤에 교통국이 블루어-댄포스선과 영-유니버시티선을 따로 운행하면서 막을 내렸다. 베이역에 회차 시설이 없었던 관계로 영-유니버시티선의 모든 열차는 세인트조지에 종착했고 베이역의 아랫층 승강장은 폐쇄되었다. TTC는 이후 유니버시티선이 연장되면서 두 노선을 계속해서 분리 운행하였고 아랫층 승강장은 잊혀진 유령 승강장으로 전락하였다. 이는 서쪽이나 시내로 갈 때 하나의 승강장에서 열차가 도착하지만 동쪽으로 갈 때에는 윗층과 아랫층 승강장에 둘 다 도착하기 때문에 승객들에게 혼선을 빚었기 때문이다. 오늘날 아랫층 승강장은 가끔씩 지하철이 우회 운행하거나 뉴욕 지하철을 배경으로 한 영화를 촬영할 때 쓰고 있다.

### 개통 이후
유니버시티선이 개통한 이후 베이의 입지는 점차 줄어들었다. 듀폰트 노면전차는 유니버시티선이 개통하면서 운행을 중단하였고 던다스에서 부두까지 노면전차가 계속 운행했지만 이 또한 1965년 8월 15일에 운행이 중단되었다. 하지만 베이 스트리트의 운명은 1970년대에 바뀌게 되었는데, 퀘벡 분리주의 정당인 퀘벡당이 1976년 퀘벡 총선에서 과반석을 획득하면서 영어권 캐나다인들이 몬트리올의 세인트제임스 스트리트 (오늘날의 뤼 생자크)를 떠나 토론토의 베이 스트리트에 정착하게 되었다.
베이 스트리트의 북적이는 금융가 덕분에 TTC는 1975년과 76년에 6번 베이 버스를 트롤리버스로 전환하였고 이 노선은 토론토에서 가장 바쁜 트롤리버스 노선이 되었다. 1980년대, 영 지하철의 승객이 계속 불어나면서 토론토 교통국과 시 당국은 베이 스트리트를 블루어에서 프론트까지 "어반 클리어웨이" (Urban Clearway)로 지정하여 평일 오전 7시부터 오후 7시까지 외측 차선을 버스와 택시만 이용할 수 있도록 하여 블루어-댄포스선 승객들이 세인트조지나 블루어-영역을 피해 트롤리버스를 이용하여 시내로 향하도록 하였다. 이 전용 차선은 1990년대 초반에 경기 침체로 중요성을 잃게 되었고 1993년에 트롤리버스는 운행이 중단되었다.

## 역 특징
베이역은 2018년 평일 기준 하루 평균 32,690명이 이용하는 비교적 승객 규모가 있는 역으로 요크빌 및 베이-블루어 센터, 블루어 스트리트 연선의 인근 상점과 식당을 이용하는 사람들로 붐비는 편이다. 역 정문에는 베이 스트리트 서쪽으로 이어지는 계단과 에스컬레이터는 물론 인근 건물로 이어지는 지하 통로와 벨에어 스트리트와 베이 동쪽 출입구로 이어지는 지하 통로가 있다. 컴버랜드 스트리트 남쪽, 애비뉴 로드에서 동쪽으로 150미터 지점에는 무인 자동 출입구가 있다. 역 건물은 모더니즘 양식의 간소한 벽돌 건물로 버스 터미널이 따로 존재하지 않고 6번 베이 버스는 역 밖 버스 정류장에서 갈아탈 수 있다.
개통 당시 블루어-댄포스-유니버시티 분기점의 두 번째 분기역으로, 베이역은 세인트조지역과 구조상 비슷한 점이 몇 가지가 있다. 둘 다 복층 섬식 승강장이고 유니버시티선이 윗층에 있고 블루어-댄포스선이 아랫층에 있는 세인트조지와는 다르게 베이역의 윗층 승강장은 블루어-댄포스선 열차가 정차하고 아랫층 승강장은 뮤지엄역과 블루어-영역을 오가는 열차를 위해 설계되었다. 세인트조지역처럼 베이역은 개찰구가 두 곳에 있는데, 하나는 베이 스트리트, 다른 하나는 무인 자동 출입구인 컴버랜드에 있다. 역 동쪽에 있는 정문은 메자닌이 큼지막하고 벨에어로 이어지는 출구가 있다. 메자닌 동쪽 끝에는 계단과 에스컬레이터가 베이 스트리트 서쪽에 있는 역 건물로 이어진다.
베이역은 또한 블루어-댄포스선의 다른 역과 같이 타일 색상이 두 개이지만 흰색 바탕에 파란색 테두리로 같은 노선의 다른 역과는 다른 편이다. 이 타일 색상은 이즐링턴역의 색상과 비슷하다.
아랫층에 있는 유령 승강장과 동시에 이 역에는 토론토 교통국의 분실물 센터가 있는데, TTC의 버스나 노면 전차, 지하철에서 잃어버린 물건은 이곳에 도착한다. 분실물 센터는 평일에 개장하며 TTC에서 물건을 분실한 승객들은 찾아가기 전에 자신의 물건이 도착했는지 전화하는 것이 좋다. 분실물 전체의 3분의 1 내지는 절반은 주인이 찾아가며 찾아가지 않은 분실품은 경찰 경매에 부쳐진다.

### 개통 후 변경 사항

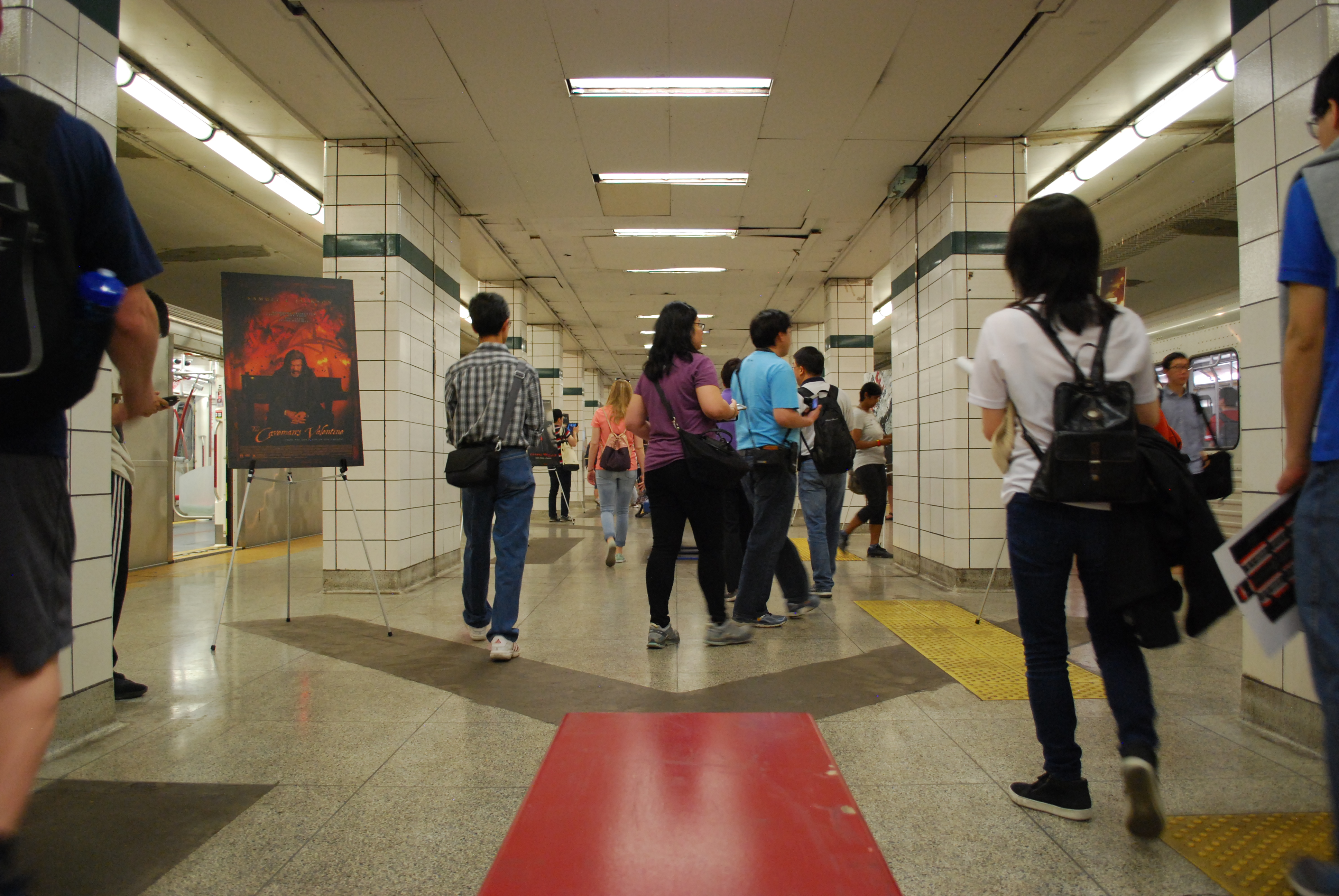
2018년 5월 26일 도어스 오픈 토론토 (Doors Open Toronto) 행사 당시 대중에 개장한 아랫층 승강장

베이역 근처는 1966년 개통 이후 상당한 발전이 이루어졌는데, 1974년에는 컴버랜드 테라스가 정문에서 맞은 편에 개장하였고 이 건물로 이어지는 지하 통로도 개장하였다. 이 역에서 이어지는 또다른 건물은 블루어 스트리트 웨스트 80번지 건물인데, 이와 동시에 홀트 렌프루와 허드슨 베이 센터, 매뉴라이프 센터 건물 등으로 이어지는 이 역은 PATH 다음으로 토론토에서 가장 큰 지하상가이기도 하다.
2008년에는 컴버랜드 출입구가 유리와 철제로 재건축이 이루어졌다. 여기에는 '요크빌 시장'으로 불리는 버드 슈거맨을 기리는 기념판이 출입구 밖에 설치되었다.
하지만 개통 후 가장 크게 바뀐 것은 아랫층 승강장이 문을 닫은 것이다. 아랫층 승강장으로 이어지는 계단과 에스컬레이터는 벽돌로 막아놨으며 녹색 타일이 기존의 흰색 타일과 대비된다. 아랫층은 토론토 지하철의 폐쇄된 공간 중에서 규모가 가장 큰 곳이기도 하다. 아랫층은 현재 창고로 쓰이고 있으며 승강장 타일 교체와 같은 역 리모델링의 시험판으로 쓰고 있다. 이와 동시에 아랫층 승강장은 영화 촬영용으로 쓰이곤 한다.
베이역은 개통 후 기존 모습을 대부분 그대로 보전하였으며 동쪽 메자닌의 남쪽 벽은 흰색 타일이 회색과 빨간색 타일의 미술 작품인 《맥박》 (The Pulse)으로 대체되었다.
베이 스트리트는 토론토의 중심가인 영 스트리트의 그늘에 등져 블루어-영역만큼 승객 수가 많지는 않지만 승객 수는 꾸준한 편이다. 2008년부터 2018년까지 하루 평균 3만 명의 승객이 꾸준하게 이용하였으며 6번 베이 버스는 자주 오는 편은 아니지만 블루어-댄포스선에서 시내로 향하는 데 여전히 유용한 버스 노선이다. 역 근처는 계속해서 개발이 이루어지고 있으며 요크빌에는 고층 아파트와 오피스텔이 계속 올라가고 있으며 이에 따라 승객 수가 늘어날 수 있다. 이에 따라 베이역은 토론토 지하철에서 여전히 중요한 역으로 그 지위는 아랫층 유령 승강장이 뒷받치고 있다.
2019년 중순부터 베이역 입구에서 승강장으로 이어지는 승강기를 설치하기 위한 공사가 진행되었으며, 승강기는 2020년 12월 30일에 완공하였다. 이 외에도 컴버랜드 테라스에서 장애인 경사로, 가드레일, 자동문 등 장애인 승객이 이용할 수 있는 시설이 지어지고 있고 나머지 공사는 2021년 중에 완공을 앞두고 있다.

## 버스 연결편
베이역에서 갈아탈 수 있는 버스편은 다음과 같다. 이 역에서 버스로 갈아타려면 역 밖에 있는 버스 정류장에서 갈아타야 하며, 요금을 냈다는 증명이 필요하다.
|  |  |  |

|  |  |  |

|  |  |  |

|  |

|  |

|  |  |  |

|  |

|  |  |  |

|  |  |  |

|  |  |  |

|  |  |  |

|  |  |  |

|  |  |  |

|  |  |  |  |  |

|  |  |  |

|  |  |  |

|  |  |  |

|  |  |  |  |  |

|  |

|  |

|  |  |  |

|  |  |  |

|  |  |  |

|  |  |  |

|  |  |  |

|  |  |  |

|  |

|  |

|  |  |  |

|  |

|  |  |  |

|  |  |  |

|  |  |  |

|  |  |  |

|  |  |  |

|  |  |  |

|  |  |  |  |  |

|  |  |  |

|  |  |  |

|  |  |  |

|  |  |  |  |  |

|  |

|  |

|  |  |  |

|  |  |  |

|  |  |  |

|  |  |  |

|  |  |  |

|  |  |  |

|  |

|  |

|  |  |  |

|  |

|  |  |  |

|  |  |  |

|  |  |  |

|  |  |  |

|  |  |  |

|  |  |  |

|  |  |  |  |  |

|  |  |  |

|  |  |  |

|  |  |  |

|  |  |  |  |  |

|  |

|  |

|  |  |  |

|  |  |  |

|  |  |  |

|  |  |  |

|  |  |  |

|  |  |  |

|  |

|  |

|  |  |  |

|  |

|  |  |  |

|  |  |  |

|  |  |  |

|  |  |  |

|  |  |  |

|  |  |  |

|  |  |  |  |  |

|  |  |  |

|  |  |  |

|  |  |  |

|  |  |  |  |  |

|  |

|  |

|  |  |  |

|  |  |  |

|  |  |  |

|  |  |  |

|  |  |  |  |  |  |  |

|  |  |  |  |  |  |  |

|  |  |  |  |  |  |  |

|  |  |  |  |  |  |  |

|  |  |  |  |  |  |  |

|  |  |  |  |  |  |  |

|  |  |  |

| 미시소가 |
| 토론토   |

|  |  |  |

|  |  |  |

|  |  |  |

|  |  |  |

|  |  |  |

|  |  |  |  |  |

|  |  |  |  |  |  |  |

|  |  |  |  |  |  |  |

|  |  |  |  |  |  |  |

|  |  |  |  |  |  |  |

|  |  |  |  |  |  |  |

|  |  |  |  |  |  |  |

|  |  |  |  |  |  |  |

|  |  |  |  |  |  |  |

|  |  |  |  |  |  |  |

|  |  |  |  |  |  |  |

|  |  |  |  |  |  |  |

|  |  |  |  |  |  |  |

|  |  |  |  |  |  |  |

|  |  |  |  |  |  |  |

|  |  |  |  |  |  |  |

|  |  |  |  |  |  |  |

|  |  |  |  |  |  |  |

|  |  |  |  |  |  |  |

|  |  |  |  |  |  |  |

|  |  |  |  |  |  |  |

|  |  |  |  |  |  |  |

|  |  |  |

|  |  |  |  |  |

|  |  |  |

|  |  |  |

|  |  |  |

|  |  |  |

|  |  |  |  |  |

|  |  |  |  |  |

|  |  |  |  |  |  |  |  |  |

|  |  |  |  |  |  |  |

|  |  |  |  |  |  |  |

|  |  |  |  |  |  |  |

|  |  |  |  |  |

|  |  |  |  |  |

|  |  |  |  |  |

|  |  |  |  |  |

|  |  |  |  |  |

|  |  |  |  |  |

|  |  |  |

|  |  |  |

|  |  |  |

|  |  |  |

|  |  |  |

|  |  |  |

|  |  |  |  |  |

|  |  |  |

|  |  |  |

|  |  |  |

|  |  |  |  |  |

|  |  |  |  |  |

|  |  |  |

|  |  |  |

|  |  |  |

|  |  |  |

|  |  |  |

|  |  |  |

|  |  |  |

|  |  |  |

|  |  |  |  |  |

|  |  |  |  |  |

|  |  |  |

|  |  |  |

|  |  |  |  |  |

|  |  |  |  |  |

|  |  |  |  |  |

|  |  |  |  |  |

|  |  |  |  |  |

|  |  |  |

|  |  |  |  |  |  |  |

|  |  |  |  |  |  |  |

|  |  |  |  |  |  |  |

|  |  |  |  |  |  |  |  |  |

|  |  |  |  |  |  |  |  |  |

|  |  |  |  |  |  |  |  |  |

|  |  |  |  |  |  |  |

|  |  |  |  |  |  |  |

|  |  |  |  |  |  |  |

|  |  |  |  |  |

|  |  |  |  |  |

|  |  |  |

|  |  |  |  |  |  |  |

|  |  |  |  |  |  |  |

|  |  |  |  |  |  |  |

|  |  |  |  |  |  |  |

|  |  |  |  |  |  |  |

|  |  |  |  |  |  |  |

|  |  |  |

| 미시소가 |
| 토론토   |

|  |  |  |

|  |  |  |

|  |  |  |

|  |  |  |

|  |  |  |

|  |  |  |  |  |

|  |  |  |  |  |  |  |

|  |  |  |  |  |  |  |

|  |  |  |  |  |  |  |

|  |  |  |  |  |  |  |

|  |  |  |  |  |  |  |

|  |  |  |  |  |  |  |

|  |  |  |  |  |  |  |

|  |  |  |  |  |  |  |

|  |  |  |  |  |  |  |

|  |  |  |  |  |  |  |

|  |  |  |  |  |  |  |

|  |  |  |  |  |  |  |

|  |  |  |  |  |  |  |

|  |  |  |  |  |  |  |

|  |  |  |  |  |  |  |

|  |  |  |  |  |  |  |

|  |  |  |  |  |  |  |

|  |  |  |  |  |  |  |

|  |  |  |  |  |  |  |

|  |  |  |  |  |  |  |

|  |  |  |  |  |  |  |

|  |  |  |

|  |  |  |  |  |

|  |  |  |

|  |  |  |

|  |  |  |

|  |  |  |

|  |  |  |  |  |

|  |  |  |  |  |

|  |  |  |  |  |  |  |  |  |

|  |  |  |  |  |  |  |

|  |  |  |  |  |  |  |

|  |  |  |  |  |  |  |

|  |  |  |  |  |

|  |  |  |  |  |

|  |  |  |  |  |

|  |  |  |  |  |

|  |  |  |  |  |

|  |  |  |  |  |

|  |  |  |

|  |  |  |

|  |  |  |

|  |  |  |

|  |  |  |

|  |  |  |

|  |  |  |  |  |

|  |  |  |

|  |  |  |

|  |  |  |

|  |  |  |  |  |

|  |  |  |  |  |

|  |  |  |

|  |  |  |

|  |  |  |

|  |  |  |

|  |  |  |

|  |  |  |

|  |  |  |

|  |  |  |

|  |  |  |  |  |

|  |  |  |  |  |

|  |  |  |

|  |  |  |

|  |  |  |  |  |

|  |  |  |  |  |

|  |  |  |  |  |

|  |  |  |  |  |

|  |  |  |  |  |

|  |  |  |

|  |  |  |  |  |  |  |

|  |  |  |  |  |  |  |

|  |  |  |  |  |  |  |

|  |  |  |  |  |  |  |  |  |

|  |  |  |  |  |  |  |  |  |

|  |  |  |  |  |  |  |  |  |

|  |  |  |  |  |  |  |

|  |  |  |  |  |  |  |

|  |  |  |  |  |  |  |

|  |  |  |  |  |

|  |  |  |  |  |

|  |  |  |

|  |  |  |  |  |  |  |

|  |  |  |  |  |  |  |

|  |  |  |  |  |  |  |

|  |  |  |  |  |  |  |

|  |  |  |  |  |  |  |

|  |  |  |  |  |  |  |

|  |  |  |

| 미시소가 |
| 토론토   |

|  |  |  |

|  |  |  |

|  |  |  |

|  |  |  |

|  |  |  |

|  |  |  |  |  |

|  |  |  |  |  |  |  |

|  |  |  |  |  |  |  |

|  |  |  |  |  |  |  |

|  |  |  |  |  |  |  |

|  |  |  |  |  |  |  |

|  |  |  |  |  |  |  |

|  |  |  |  |  |  |  |

|  |  |  |  |  |  |  |

|  |  |  |  |  |  |  |

|  |  |  |  |  |  |  |

|  |  |  |  |  |  |  |

|  |  |  |  |  |  |  |

|  |  |  |  |  |  |  |

|  |  |  |  |  |  |  |

|  |  |  |  |  |  |  |

|  |  |  |  |  |  |  |

|  |  |  |  |  |  |  |

|  |  |  |  |  |  |  |

|  |  |  |  |  |  |  |

|  |  |  |  |  |  |  |

|  |  |  |  |  |  |  |

|  |  |  |

|  |  |  |  |  |

|  |  |  |

|  |  |  |

|  |  |  |

|  |  |  |

|  |  |  |  |  |

|  |  |  |  |  |

|  |  |  |  |  |  |  |  |  |

|  |  |  |  |  |  |  |

|  |  |  |  |  |  |  |

|  |  |  |  |  |  |  |

|  |  |  |  |  |

|  |  |  |  |  |

|  |  |  |  |  |

|  |  |  |  |  |

|  |  |  |  |  |

|  |  |  |  |  |

|  |  |  |

|  |  |  |

|  |  |  |

|  |  |  |

|  |  |  |

|  |  |  |

|  |  |  |  |  |

|  |  |  |

|  |  |  |

|  |  |  |

|  |  |  |  |  |

|  |  |  |  |  |

|  |  |  |

|  |  |  |

|  |  |  |

|  |  |  |

|  |  |  |

|  |  |  |

|  |  |  |

|  |  |  |

|  |  |  |  |  |

|  |  |  |  |  |

|  |  |  |

|  |  |  |

|  |  |  |  |  |

|  |  |  |  |  |

|  |  |  |  |  |

|  |  |  |  |  |

|  |  |  |  |  |

|  |  |  |

|  |  |  |  |  |  |  |

|  |  |  |  |  |  |  |

|  |  |  |  |  |  |  |

|  |  |  |  |  |  |  |  |  |

|  |  |  |  |  |  |  |  |  |

|  |  |  |  |  |  |  |  |  |

|  |  |  |  |  |  |  |

|  |  |  |  |  |  |  |

|  |  |  |  |  |  |  |

|  |  |  |  |  |

|  |  |  |  |  |

|  |  |  |

|  |  |  |  |  |  |  |

|  |  |  |  |  |  |  |

|  |  |  |  |  |  |  |

|  |  |  |  |  |  |  |

|  |  |  |  |  |  |  |

|  |  |  |  |  |  |  |

|  |  |  |

| 미시소가 |
| 토론토   |

|  |  |  |

|  |  |  |

|  |  |  |

|  |  |  |

|  |  |  |

|  |  |  |  |  |

|  |  |  |  |  |  |  |

|  |  |  |  |  |  |  |

|  |  |  |  |  |  |  |

|  |  |  |  |  |  |  |

|  |  |  |  |  |  |  |

|  |  |  |  |  |  |  |

|  |  |  |  |  |  |  |

|  |  |  |  |  |  |  |

|  |  |  |  |  |  |  |

|  |  |  |  |  |  |  |

|  |  |  |  |  |  |  |

|  |  |  |  |  |  |  |

|  |  |  |  |  |  |  |

|  |  |  |  |  |  |  |

|  |  |  |  |  |  |  |

|  |  |  |  |  |  |  |

|  |  |  |  |  |  |  |

|  |  |  |  |  |  |  |

|  |  |  |  |  |  |  |

|  |  |  |  |  |  |  |

|  |  |  |  |  |  |  |

|  |  |  |

|  |  |  |  |  |

|  |  |  |

|  |  |  |

|  |  |  |

|  |  |  |

|  |  |  |  |  |

|  |  |  |  |  |

|  |  |  |  |  |  |  |  |  |

|  |  |  |  |  |  |  |

|  |  |  |  |  |  |  |

|  |  |  |  |  |  |  |

|  |  |  |  |  |

|  |  |  |  |  |

|  |  |  |  |  |

|  |  |  |  |  |

|  |  |  |  |  |

|  |  |  |  |  |

|  |  |  |

|  |  |  |

|  |  |  |

|  |  |  |

|  |  |  |

|  |  |  |

|  |  |  |  |  |

|  |  |  |

|  |  |  |

|  |  |  |

|  |  |  |  |  |

|  |  |  |  |  |

|  |  |  |

|  |  |  |

|  |  |  |

|  |  |  |

|  |  |  |

|  |  |  |

|  |  |  |

|  |  |  |

|  |  |  |  |  |

|  |  |  |  |  |

|  |  |  |

|  |  |  |

|  |  |  |  |  |

|  |  |  |  |  |

|  |  |  |  |  |

|  |  |  |  |  |

|  |  |  |  |  |

|  |  |  |

|  |  |  |  |  |  |  |

|  |  |  |  |  |  |  |

|  |  |  |  |  |  |  |

|  |  |  |  |  |  |  |  |  |

|  |  |  |  |  |  |  |  |  |

|  |  |  |  |  |  |  |  |  |

|  |  |  |  |  |  |  |

|  |  |  |  |  |  |  |

|  |  |  |  |  |  |  |

|  |  |  |  |  |

|  |  |  |  |  |

## 인접한 역
| 2호선 블루어-댄포스    | 2호선 블루어-댄포스 | 2호선 블루어-댄포스   |
| ---------------------- | ------------------- | --------------------- |
| 세인트조지 키플링 방면 | 2호선 블루어-댄포스 | 블루어-영 케네디 방면 |